# Distrito de Karaikal
Karaikal (en idioma tamil: காரைக்கால்) es un distrito de la India en el territorio de Puducherry. Código ISO: IN.PY.KA.
Comprende una superficie de 160 km².
El centro administrativo es la ciudad de Karaikal.

## Demografía
Según censo 2011 contaba con una población total de 200 314 habitantes, de los cuales 102 518 eran mujeres y 97 796 varones.